# Bethlehem Township (New Jersey)
Pour les articles homonymes, voir Bethlehem Township.
Bethlehem Township est un township américain situé dans le comté de Hunterdon au New Jersey.

## Géographie
Bethlehem Township comprend les localités de Charlestown, Jugtown, Ludlow, Valley et West Portal. Dans le nord-ouest du comté de Hunterdon, il est séparé du comté de Warren par la Musconetcong River.
La municipalité s'étend sur 20,83 milles carrés (53,95 km2), dont 0,12 mille carré (0,31 km2) d'étendues d'eau.
| Franklin Township (en) (comté de Warren) | Franklin Township (en) (comté de Warren) | Glen Gardner, Hampton, Lebanon Township |
| Bloomsbury                               | Bethlehem Township                       | Union Township                          |
| Alexandria Township, Holland Township    | Union Township                           | Union Township                          |

## Histoire
Bethlehem est créée dans les années 1730 par des colons hollandais. La localité devient un township en 1798. Elle doit son nom à la ville de naissance de Jésus de Nazareth, Bethléem.
Le township de Bethlehem perd du territoire au profit des townships d'Union et d'Alexandria dans les années 1850, puis au profit des boroughs de Junction (1895), Bloomsbury (1905), Glen Gardner (1919) et Hampton (1931).
Une petite partie du district historique d'Asbury (en) est situé dans la municipalité. La majeure partie du district, inscrit au Registre national des lieux historiques, se trouve cependant de l'autre côté de la Musconetcong River dans le comté de Warren.

## Démographie
Lors du recensement de 2010, la population de Bethlehem Township est de 3 979 habitants.